# Zoroastre (tragédie lyrique)
 (novembre 2024).
Pour les articles homonymes, voir Zoroastre (homonymie).
Zoroastre est la quatrième tragédie lyrique de Jean-Philippe Rameau sur un livret de Louis de Cahusac créée le 5 décembre 1749 à l’Académie royale de musique. L'œuvre se déroule en une ouverture et cinq actes avec un ballet à cinq entrées.

## Création
Rameau n’a alors pas composé de tragédie en musique depuis dix ans la précédente étant Dardanus créée en 1739. L'opéra est créé en 1749 à Paris, dirigé par André Chéron, et les décors étaient conçus par Piero Bonifazio Algieri[réf. souhaitée]. L'opéra fut joué vingt-cinq fois lors de sa création, ce qui représente un nombre moyen pour la période. La création de Zoroastre dans sa version d'origine ne rencontra qu’un succès mitigé malgré la popularité dont jouissait alors Jean-Philippe Rameau, une distribution brillante et l'une des mises en scène les plus somptueuses de l’histoire de l’opéra jusque-là. 
L'ouvrage fut repris à Dresde le 7 février 1751 dans une version italienne traduite par Giacomo Casanova. Huit représentations d'une version remaniée par le compositeur eurent lieu en 1756.

## Analyse
Les nombreux aspects novateurs que comporte l’œuvre ont choqué les habitués de l’opéra au goût alors notoirement conservateur. De nombreux aspects de l’œuvre rompent en effet avec les règles propres à la tragédie lyrique telle qu’elles avaient été établies par son fondateur Jean-Baptiste Lully et observées rigoureusement par ses successeurs, notamment :
- le remplacement de l’ouverture à la française par une ouverture à l'italienne ;
- l’absence de prologue[4] ;
- le thème issu d’anciennes sources religieuses persanes et non pas de la légende grecque, de l'histoire antique ou des romans chevaleresques du Moyen Âge ;
- l’absence de rôle féminin de premier plan ;
- l’intrigue qui présente une lutte pour le pouvoir entre un réformateur et un sorcier ambitieux ;
- la quasi-absence d’aventure amoureuse ;
- le ton sévère, didactique, du livret centré sur la lutte entre le bien et le mal ;
- le message idéologique franc-maçon sous-jacent.

Une autre innovation est l’emploi de clarinettes dans l’orchestre.
Du fait du mauvais accueil de l'œuvre, Jean-Philippe Rameau et Louis de Cahusac ont procédé à une révision en profondeur lors de la reprise de l’opéra en 1756. Sur les cinq actes originaux, seuls les actes I et IV restent relativement intacts. Les actes II, III et V sont en revanche largement remaniés. L’intrigue et la musique en furent par conséquent profondément différentes de la version originale. Il s’agit en fait quasiment d’un nouvel opéra. Cette révision se révéla très positive donnant à Rameau l’un de ses plus grands succès. Elle fut en outre reprise en 1770 pour inaugurer le nouveau théâtre de l’Académie royale de musique.

## Rôles

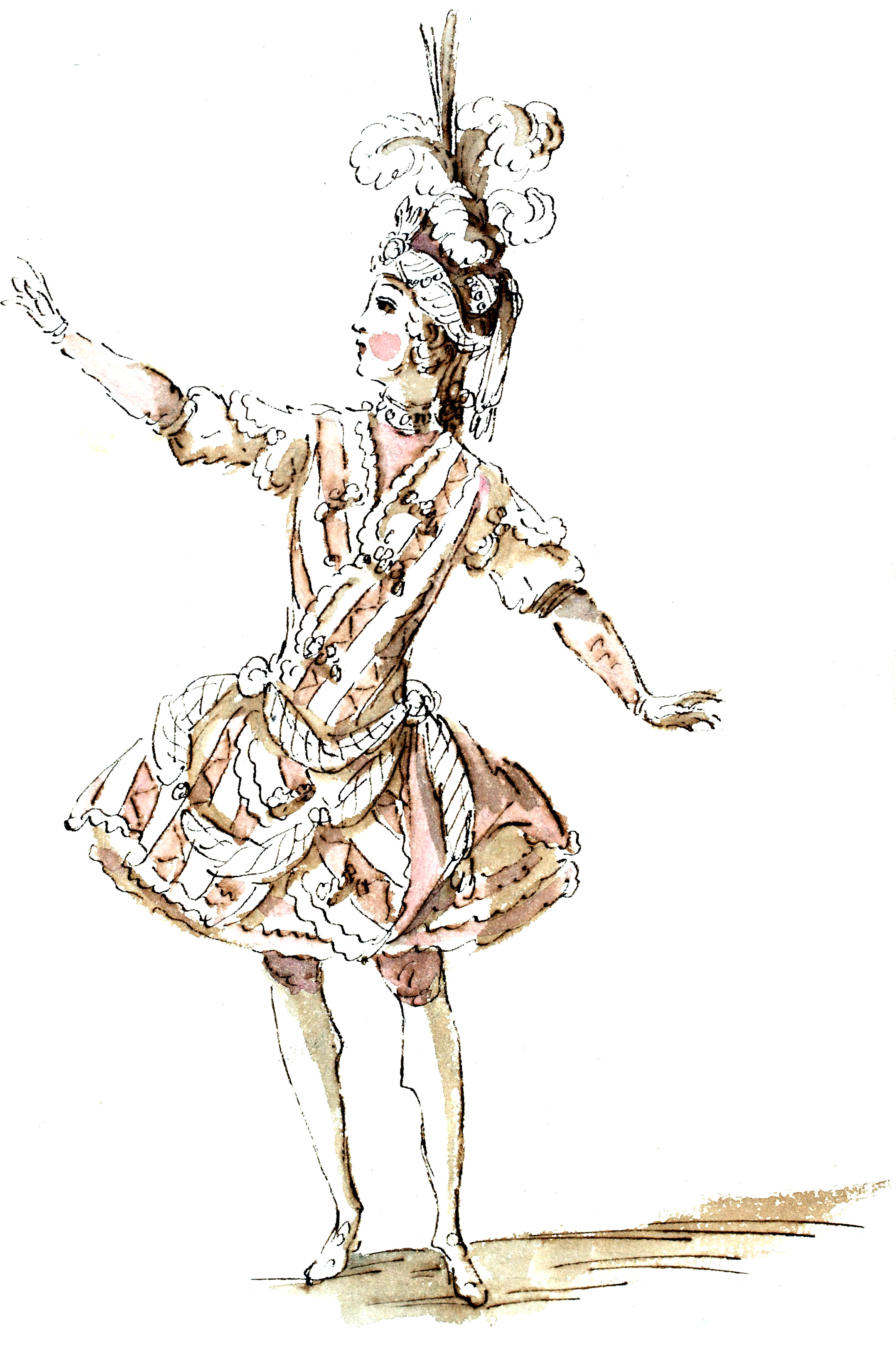
Costume de Zoroastre, dessin de Louis-René Boquet, 1769.

| Rôle                                                    | Voix         | Créateurs              |
| ------------------------------------------------------- | ------------ | ---------------------- |
| Zoroastre, Instituteur des Mages                        | haute-contre | Pierre Jélyotte        |
| Abramane, Grand-Prêtre d'Ariman                         |              | Claude Chassé          |
| Amélite, héritière présomptive des Rois de la Bactriane |              | Marie Fel              |
| Erinice, princesse du sang des Rois de la Bactriane     |              | Marie-Jeanne Chevalier |
| Céphie, jeune Bactrienne de la cour d'Amélite           |              |                        |
| Zopire et Narbanor, Prêtres d'Ariman                    |              |                        |
| Oromasès, Roi des Génies                                |              |                        |
| La Vengeance                                            |              |                        |
| Une voix souterraine                                    |              |                        |

## Argument détaillé (version 1756)

### Acte I
Les Jardins du Roi de la Bactriane : on y voit les traces d’un orage, qui les a ravagés et qui vient de finir
Zoroastre, instituteur des mages, a été vaincu par Abramane, grand prêtre des idoles, qui tient son pouvoir du faux dieu Ariman. (1) Abramane, en compagnie des deux prêtres Zopire et Narbanor, complote de se venger d’Amélite, qui le délaisse au profit de Zoroastre, en faisant couronner Erinice. (2) Abramane découvre son projet et propose une alliance à Erinice qui, éprise, elle aussi, de Zoroastre, n’est que trop heureuse de pouvoir se venger de sa rivale. Erinice promet de partager le pouvoir avec Abramane. Celui-ci partage sa baguette magique et en donne une moitié à Erinice. (3) Amélite est accablée et appelle le retour de Zoroastre. Les jeunes Bactriens et Bactriennes, par leurs danses, essaient en vain de rassurer Amélite. Celle-ci se laisse tomber sur un lit de gazon. Sa suite s’empresse, danse autour d’elle et lui peint successivement les ennuis de l’absence et les doux transferts que goûtent les Amants, au moment du retour. Le ballet est interrompu par un bruit semblable à celui qui précède les tremblements de terre, le ciel s’obscurcit. (4) Amélite veut prendre soin d’Erinice, mais celle-ci la repousse avec des menaces. La suite d’Amélite, chassée par Erinice, sort. (5) Erinice appelle les Esprits cruels contre Amélite. (6) Les Esprits cruels se saisissent d’Amélite et l’entraînent.

### Acte II
Le palais d’Oromasès, roi des Génies
(1) Zoroastre, seul, se lamente. (2) Oromasès lui annonce qu’Amélite est captive, et l’invite à la délivrer. Il appelle les Esprits des quatre Éléments. (3) Les Esprits, à l’invite d’Oromasès, font leurs conjurations autour de Zoroastre. Celui-ci tombe sur un nuage qui l’enveloppe. Oromasès confie le Livre de Vie à Zoroastre qui ne pense qu’à aller secourir Amélite.
Le Château Fort des rois de Bactriane
(4) Amélite, enchaînée, est entourée de démons. Erinice survient, qui demande à Amélite de choisir entre renoncer au trône ou mourir. Amélite refuse. Erinice se précipite sur elle, un poignard à la main, quand une porte de fer se brise, dans un coup de tonnerre, des éclairs brillent. (5) Zoroastre survient, le poignard tombe de la main d’Erinice. Celle-ci avoue son amour à Zoroastre, puis lui lance des imprécations et des menaces. (6) Zoroastre et Amélite se sont retrouvés. Zoroastre promet à Amélite de lui faire retrouver son rang.
La ville de Bactre - Des troupes de peuples différents
(7) Zoroastre présente Amélite au peuple qui se réjouit et célèbre leur retour. Zoroastre incite le peuple à rejeter les prêtres des faux dieux. Ballet.

### Acte III
À l’extérieur de la ville de Bactre, au bord du fleuve, avant la fin de la nuit
(1) Abramane et Erinice attendent, pour les attaquer, Zoroastre et Amélite. Erinice se reproche de n’avoir pas tué Amélite lorsqu’elle le pouvait. Estimant qu’elle est encore éprise de Zoroastre, et donc sujet à faiblesse, Abramane fait surgir un nuage épais qui fait disparaître Erinice. (2) Abramane, seul, se persuade que le pouvoir vaut bien un crime. (3) Alors que les premiers rayons du jour paraissent, Zoroastre arrive auprès d’Amélite. (4) Amélite et Zoroastre chantent leur amour et leur mariage prochain. (5) De jeunes fiancés des rivages du fleuve de Bactre arrivent pour se joindre aux réjouissances. Zoroastre invoque le soleil. Les jeunes filles adorent l’astre du jour. Les peuples célèbrent par leurs danses le retour du soleil. (6) C’est le tour des jeunes habitants des montagnes de danser autour d’Amélite. Puis les fiancées et fiancés forment un demi-cercle autour de Zoroastre et d’Amélite. Zoroastre invoque l’Être suprême. Il présente la main à Amélite, et tous les autres l’imitent. Tout à coup, un coup de tonnerre éclate, le ciel s’obscurcit, la terre tremble. (7) Abramane apparaît dans les airs, invoquant les dieux armés et les vents pour qu’ils aillent porter la désolation. Amélite tombe, foudroyée, sur un tronc d’arbre. (8) Zoroastre se précipite vers elle. On entend sans le voir le chœur qui crie sa douleur. Zoroastre recueille les dernières paroles d’Amélite qui se meurt. Zoroastre appelle les Esprits bienfaisants qui emmènent Amélite, pendant que lui-même part tenter de sauver le peuple. Des colonnes de feu se détachent du ciel et viennent embraser la ville.

### Acte IV
Le temple souterrain et secret d’Ariman. Dans le fond, un autel d’ébène taché de sang
(1) Abramane, seul, est torturé par le remords. (2) Zopire lui annonce que Zoroastre a réussi à vaincre les soldats d’Abramane, qui ont retourné leurs armes contre eux-mêmes. (3) Narbanor, au désespoir, confirme que les enchantements jetés par Abramane ont été dissipés. (4) Erinice vient faire des reproches à Abramane. Tous deux sont tenaillés par le remords d’avoir brisé l’amour de Zoroastre et Amélite. (5) Abramane organise la défense de son temple. Les prêtres arrivent pour une cérémonie. Abramane conjure Ariman de se venger. Abramane saisit la hache sacrée, et immole les victimes. Pendant ce temps, se tiennent devant le temple des danses d’expiation. Abramane annonce que les augures sont favorables, et appelle les Esprits malfaisants. Ceux-ci sortent en foule, la Haine, avec les Furies, le Désespoir, et, au milieu, la Vengeance, armée d’une massue hérissée de pointes de fer. (6) Ballet. La Haine donne à la Vengeance une poignée de serpents, le Désespoir lui donne un poignard ensanglanté. La Vengeance redonne ce dernier à Erinice, et la massue à Abramane. Erinice et Abramane sont à nouveau saisis par le désir de vengeance. Ballet des Esprits malfaisants qui accourent à l’appel de la Vengeance, armés de serpents, de poignards, de javelots, de haches. Le Désespoir se saisit de deux flambeaux éteints qui s’allument. Il les secoue sur la Haine et sur les Démons, dont la fureur augmente. La Haine se saisit d’un flambeau, et elle et le Désespoir font contre la statue de Zoroastre les plus redoutables conjurations. Ils approchent, lèvent le bras, prêts à la frapper, lorsqu’un tourbillon de flammes sort de l’autel, et la statue disparaît. Abramane y voit le signe de la puissance de l’enfer. Le Ballet des Esprits infernaux reprend, mais est interrompu par une symphonie effrayante. La Vengeance annonce que l’enfer va parler. (7) Une Voix souterraine demande de courir aux armes. (8) Tous crient vengeance.

### Acte V
Le Champ antique de Zedoust, où se faisait l’inauguration des rois de la Bactriane, entouré de rochers, coupé de prairies, borné dans le fond par la chaîne de montagnes, formant la limite de l’Indostan. 
(1) Erinice, seule, est partagée entre l’amour et la haine. Elle voit s’approcher Zoroastre. (2) Erinice lui annonce qu’elle renonce à le combattre, mais qu’il doit craindre la puissance d’Abramane. Zoroastre lui répond ne pas craindre les dieux d’un barbare. On entend une symphonie éclatante, que le peuple fait résonner en l’honneur d’Amélite. (3) Alors que Zoroastre suit de loin la cérémonie par laquelle le peuple se choisit Amélite comme reine, lorsqu’on entend le peuple qui se lamente. (4) Céphie annonce à Zoroastre qu’au moment où Amélite était conduite au trône, un tourbillon de feux l’a enlevée. Un chœur de prêtres armés apparaît, appelant à couronner Erinice. (5) Erinice est entourée de Zopire, Narbanor, et des Prêtres d’Ariman, armés de cuirasses, de casques, de massues. Abramane apparaît sur un nuage enflammé. Abramane appelle à couronner Erinice, et menace Zoroastre d’immoler Amélite. Zoroastre élève les mains vers le ciel, la foudre éclate, tombe sur Abramane, Erinice et les Prêtres qui sont engloutis dans les entrailles de la terre.
Un édifice éclatant rempli d’une foule des Esprits des Éléments, premier temple élevé à la lumière. Les voûtes en sont à jour, laissant voir dans les airs les divers symboles des biens, des arts et des vertus que Zoroastre va répandre sur la terre. Oromasès, roi des Génies, paraît sur des nuages légers et brillants. Amélite est délivrée de ses chaînes par les Esprits élémentaires.
(6) Oromasès confie Amélite à Zoroastre, et demande aux esprits d’unir les amants. (7) Ballet. Les Esprits bienfaisants couronnent Amélite et Zoroastre, et les unissent avec des nœuds de fleurs. Amélite et Zoroastre chantent leur bonheur. (8) Ballet auquel se mêlent les Bergers, Bergères, Pâtres et Pastourelles.
Les Esprits bienfaisants, les Peuples, les Bergers font éclater leur joie et leur amour en se réunissant tous pour aimer et servir Zoroastre et Amélite. Cette union vive termine la fête et l’opéra.

## Enregistrements
- Sigiswald Kuijken, La Petite Bande, Collegium Vocale Gent, Deutsche Harmonia Mundi, 2010
- William Christie, Les Arts florissants, Erato, 2002
- Alexis Kossenko, Les Ambassadeurs / La Grande Ecurie / Choeur de chambre de Namur, Alpha Classics, 2022

## Sources
- Tout ou partie de ce texte est issu de http://pagesperso-orange.fr/jean-claude.brenac/RAMEAU_ZOROASTRE.htm, dans le magazine de l'opéra baroque (www. operabaroque.com)« Toute reproduction du contenu de ce site est autorisée, sous réserve de l'indication de la provenance. »
- (fr) Livret de l’album Zoroastre, par Les Arts florissants sous la direction de William Christie, Label Erato, 2002.
- Philippe Beaussant (dir.), Rameau de A à Z, Paris, Fayard, mai 1983, 397 p. (ISBN 2-213-01277-6), p. 356-360
- (en) Cuthbert Girdlestone, Jean-Philippe Rameau : His life and work, New York, Dover Publications, coll. « Dover books on music, music history », 1969, 2e éd. (1re éd. 1957), 631 p. (ISBN 0-486-26200-6, lire en ligne), p. 274-300